# Spondyliaspis bancrofti
Spondyliaspis bancrofti är en insektsart som beskrevs av Victor Antoine Signoret 1879. Spondyliaspis bancrofti ingår i släktet Spondyliaspis och familjen rundbladloppor. Inga underarter finns listade i Catalogue of Life.